# 東京 - 新潟線
東京 - 新潟線（とうきょう - にいがたせん）とは、東京都渋谷区・豊島区から新潟県新潟市中央区に至る高速バス路線である。
当項目では経由地別に東京 - 新潟線と東京 - 長岡・新潟線（とうきょう - ながおか・にいがたせん）の2路線に分かれていた時期の状況および大宮発着便についても記載する。

## 概説

新潟県・県外高速バス路線図。図下部の青色およびピンク色の路線が本路線である。

従来東京と新潟を結ぶ高速バス路線として東京 - 新潟線と東京 - 長岡・新潟線の2路線が運行されてきた。2017年（平成29年）11月1日に2路線を合わせた再編が行われ、東京・大宮 - 長岡・新潟線（とうきょう・おおみや - ながおか・にいがたせん）として運行されるようになった。西武バスでは長岡・新潟線、越後交通と新潟交通では新潟・長岡 - 大宮・東京線もしくは大宮・東京線として案内が行われている。改正後のダイヤでは再編前の路線を踏襲する形で「新宿・池袋発着」と「大宮発着」の2系統に大別できる。2系統に共通して、佐渡汽船ターミナルへの乗り入れがバスタ新宿発の夜行便下り1便のみになる代わりに、一部の時間帯の便に限って車内で配布される乗車券（上り便の場合は手持ちの高速バス乗車券）で新潟駅・万代シテイバスセンター - 佐渡汽船ターミナル間の一般路線バスに乗車できるようになった。
なお、大宮発着便は2019年9月30日出発便をもって運行を終了した。
西武バス、越後交通、新潟交通による共同運行が行われている。

### 新宿・池袋発着
新宿・池袋を発着する便は、関越自動車道の練馬インターチェンジから北陸自動車道を経由して日本海東北自動車道の新潟亀田インターチェンジの間を直行する。
当系統は1985年10月2日に関越道の前橋インターチェンジ - 湯沢インターチェンジ間の開通によって全線が開通したのに伴い、同年12月10日から西武バスと新潟交通、越後交通の3社共同によって東京 - 新潟線として運行を開始した。
当時、東京都心と新潟県中越地方・下越地方を結ぶ交通手段としては既に上越新幹線の上野駅 - 新潟駅間が開業しており、路線開設にあたって新潟側の2社が東京側の事業者各社に対し共同運行の要請を行ったものの、「新幹線よりも所要時間が倍以上掛かる高速バスの利用は伸びないのではないか」と需要に疑問を呈されるなど交渉は一時難航。最終的に共同運行先として西武バスが名乗りを上げた。
しかし、運賃設定が新幹線に比べて低価格であることなどが奏功して利用者の確保に成功し、のちの全国的な長距離高速バスブームの発端となるなど、高い利用率を維持し続けた。開設当初は1日2往復と本数が少なかったが、その後段階的に増便し、2006年春より1日16往復に増便され、昼行便は1時間ヘッドでの運行となった。西武バスでは新宿・池袋 - 新潟線もしくは新潟線、越後交通と新潟交通では新潟 - 池袋・新宿線、池袋・新宿線もしくは東京線として案内が行われてきた。
2012年10月1日からは夜行便に限り、東京側の発着地が新宿駅西口バスターミナルまで延伸された。なお、昼行便は同日以降も池袋発着のままの運行となっていた。2016年4月4日より新宿での発着場所がバスタ新宿に変更された。
前述の再編後より、新たに昼行便1往復が新宿発着となるとともに、週末等の多客期のみ定期増発便の運行を開始した。この定期増発便は長岡市内で一般道を経由する。

### 大宮発着
大宮駅を発着する便は関越道および北陸道を直行せず、一部の区間で一般道を経由していた。
2013年8月1日から東京 - 長岡・新潟線として1日2往復の運行を開始した。当初は新宿からさいたま市大宮区、川越市、長岡市のそれぞれ中心部を経由して、佐渡汽船ターミナルまでを結んでいた。さいたま市内から川越市内にかけてと長岡市内で一般道を経由するため、運行所要時間は約7時間に及んでいた。西武バスでは新宿・大宮 - 長岡・新潟線もしくは長岡新潟線、越後交通と新潟交通では新潟・長岡 - 大宮・新宿線もしくは大宮・新宿線として案内が行われてきた。
前述の再編後より運行区間が全便大宮駅西口 - 万代シテイバスセンター間に短縮されたのち、2019年9月30日出発便をもって運行を終了した。

## 沿革
本稿では以下、路線再編前の事柄に関して西武バスでの案内にならい、東京 - 新潟線を新潟線、東京 - 長岡・新潟線を長岡新潟線と記載する。
- 1985年（昭和60年）12月10日 - 新潟線を新規開設し運行を開始[8]。当初は池袋駅東口 - 新潟駅前間を1日2往復運行。
- 1986年（昭和61年）12月27日 - 池袋側の始発・終点をサンシャインシティプリンスホテルへ延伸。
- 1987年（昭和62年）7月13日 - 1日6往復に増便[9]。
- 1989年（平成元年）7月24日 - 新潟側の始発・終点を万代シテイバスセンターへ延伸。代わって新潟発は万代シテイバスセンター前を通過するようになった。
- 1998年（平成10年）1月27日 - 越後交通便の運行を担当していた三条営業所の越後交通県央観光への移管に伴い、北長岡営業所の担当に変更。
- 2001年（平成13年）12月21日 - 1日8往復に増便。
- 2004年（平成16年）1月31日 - 新潟交通便の運行を担当していた新潟中部営業所が廃止・閉鎖され、翌日より新潟東部営業所の担当に変更。
- 2006年（平成18年）
  - 4月21日 - 1日16往復に増便。昼行便は1時間ヘッドでの運行となり、夜行便では女性専用車が追加された。また停車停留所に川越的場を追加した。
  - 8月7日 - 下り17便（越後交通担当）がインターネット掲示板を用いてのバスジャック予告に遭ったため、使用車両・担当会社を変更して運行[注 3]。
- 2007年（平成19年）8月1日 - サンシャインシティプリンスホテル - 池袋駅東口間を廃止。
- 2008年（平成20年）
  - 3月31日 - 越後交通便の運行を担当していた北長岡営業所の廃止・閉鎖に伴い、翌日より再設置された三条営業所の担当に変更[注 4]。
  - 7月10日 - 長岡南越路スマートIC建設工事に伴い、越路停留所を全便通過とする。
- 2009年（平成21年）
  - 4月16日 - 下り全便、池袋駅東口の発車時刻を5分繰り上げ。昼行便は毎時00分発、夜行便は23時30分発に変更。
  - 9月25日 - 前日の長岡南越路スマートIC竣工・供用開始に伴い、初便より越路停留所の運用を再開。
- 2010年（平成22年）
  - 1月16日 - 上り28便で運用予定だった越後交通車両が回送中に北陸自動車道下り線上で車両火災により全焼。運転士1名に怪我なし。
  - 12月1日 - 3列シート車両の導入を順次開始（各便の導入日については後述）。
- 2011年（平成23年）
  - 1月11日 - 平日の昼行便9往復を対象とした「便限定割引（期間限定割引キャンペーン）」を2月15日まで実施（以降、2013年春季まで年3回実施。詳細は後述）。
  - 8月1日 - 新潟駅前バス停の県外線高速バスのりば（池袋行きのりば）が、14番のりばから15・16番のりばに変更。
- 2012年（平成24年）10月1日 - 夜行便（下り29・31便、上り30・32便）のみ、東京側の発着地を新宿駅西口バスターミナルへ延伸。
- 2013年（平成25年）8月1日 - 長岡新潟線が新路線として開設（1日2往復）。従来の新潟線の新潟市中心部の運行ルートを変更し、県庁東、市役所前、古町、万代シテイバスセンター前を廃止。また両路線とも幅運賃制度（運行便別運賃）を導入。季節・運行日・運行便ごとに運賃を5段階に設定し、往復割引運賃を廃止。
- 2014年（平成26年）
  - 6月20日 - 全便の3列シート化を完了[10]。
  - 9月9日・9月10日 - 片貝まつりに合わせ、開催2日間に限り一部の便（池袋発：1 - 17便、新潟発：30・32便）において片貝停留所への臨時停車が実施される。この際は小千谷・越路両停留所発着の運賃が適用される[11]。なお、長岡新潟線では実施されず。
  - 10月1日 - 長岡新潟線の停車停留所に川越駅西口を追加[12]。
- 2016年（平成28年）4月4日 - 新宿の発着場所がバスタ新宿に変更。
- 2017年（平成29年）11月1日 - 2路線を合わせた再編を実施し、新たに東京・大宮 - 長岡・新潟線として運行を開始[13]。前日に出発した便を以って女性専用車の運行を終了した。
- 2019年（令和元年）
  - 6月21日 - 運賃改定[14][15][16]。
  - 9月30日 - この日出発便をもち、大宮新潟線の運行終了[1]。
- 2020年（令和2年）
  - 4月3日 - 新型コロナウイルス感染拡大の影響により、5往復10本が運休（発表時は同年4月30日までの予定であった）[17]。定期増発便が全便運休となり、五百刈・長岡駅東口停留所が休止[18]。
  - 4月11日 - この日より当面の間、全便を運休[19][20][21]。
  - 6月19日 - 一部便（8往復）の運行を再開[22][23][24]。
- 2021年（令和3年）
  - 1月15日 - この日より当面の間、全便を運休
  - 3月1日 - ダイヤ改正。1日17往復(34本)から9往復(18本)に減便[25][26][27]。
  - 4月2日 -  一部便（6往復）の運行を再開[28][29][30]。
- 2023年（令和5年）4月28日 - 一部便（2往復）運行再開。西武観光バスが池袋駅発着便に参入し、再び4社体制となる。
- 2025年（令和7年）6月1日 - ダイヤ改正。下りの全便がバスタ新宿始発となる。ブランケットの貸し出しサービスを終了。

## 運行回数
新宿・池袋発着
- 1日8往復（うち夜行2往復）
通常は1便あたり1 - 2台で運行するが、週末やゴールデンウイーク、夏休み期間、年末年始には増発便（池袋駅東口発着）が運行される場合がある。1便あたり昼行便は最大3台で運行、夜行便は多い日には6台で運行することがある。

### 廃止系統の運行回数
大宮発着
- 1日2往復（うち下り1便のみ夜行）全便が長岡駅東口経由で運行された。

## 運行会社
- 西武バス（練馬営業所）[31]
- 越後交通（三条営業所）
- 新潟交通（新潟東部営業所）
- 西武観光バス（大宮営業所）以前は大宮発着便を運行していた[31]。

なお新潟側において、越後交通の車両は三条営業所と新潟市中心部の間を北陸自動車道もしくは国道8号を経由して回送している。

### 各便ごとの運行担当
太字：夜行便
※多客時の増発便は運行会社が異なる場合がある。
- 西武バス：3往復
新宿発：1・5・9便
新潟発：6・10・16便
- 西武観光バス：1往復
新宿発：11便
新潟発：12便
- 越後交通：2往復
新宿発：3・15便
新潟発：4・8便(4便は池袋駅東口止まり)
- 新潟交通：2往復
新宿発：7・13便（13便は佐渡汽船ターミナル行き）
新潟発：2・14便(2便は池袋駅東口止まり)

#### 廃止系統の運行担当
大宮発着
- 西武観光バス：1往復
大宮発：23便
新潟発：16便
- 越後交通・新潟交通：両社で1往復
大宮発：33便
新潟発：6便

#### 路線再編前の運行担当
太字：夜行便、斜字：夜行便（女性専用車）
新潟線
- 西武バス：8往復※
池袋発：1・7・13・19・21・23・25・27便
新潟発：2・8・10・12・14・16・30・32便

※池袋発：27便・新潟発：16便を西武観光バスが担当することがあった。
- 越後交通：4往復
新宿・池袋発：3・11・17・31（もしくは29）便
新潟発：6・18・24・28便
- 新潟交通：4往復
新宿・池袋発：5・9・15・29（もしくは31）便
新潟発：4・20・22・26便

長岡新潟線
- 西武バス＝1往復
新宿発：53便
新潟発：52便
- 越後交通・新潟交通＝両社で1往復
新宿発：51便
新潟発：54便

## 停留所
▼・▽：新宿・池袋・大宮発は乗車のみ、新潟発は降車のみの扱い
▲・※・◇：新宿・池袋・大宮発は降車のみ、新潟発は乗車のみの扱い
▽：バスタ新宿（新宿高速バスターミナル）・・・定期便3往復と定期増発便のみ停車（2号車以降の増発便を除く）
※：片貝・・・片貝まつり大花火大会開催日に限り臨時停車
◇：佐渡汽船ターミナル・・・下り1便のみ停車
♯：休憩停車を行うサービスエリア
｜：通過
∥：非経由
| 停留所・休憩箇所                     | 停留所・休憩箇所                     | 新宿・池袋発着 | 新宿・池袋発着 | 大宮発着 | 備考                                                                                           | 所在地 | 所在地         | 所在地         |
| 停留所・休憩箇所                     | 停留所・休憩箇所                     | 定期便         | 定期増発便     | 大宮発着 | 備考                                                                                           | 所在地 | 所在地         | 所在地         |
| ------------------------------------ | ------------------------------------ | -------------- | -------------- | -------- | ---------------------------------------------------------------------------------------------- | ------ | -------------- | -------------- |
| バスタ新宿（新宿高速バスターミナル） | バスタ新宿（新宿高速バスターミナル） | ▽              | ▽              |          | 新宿発は4階Aエリア（昼行便のみDエリア）発（変更される場合あり） 新潟発は3階または4階着         | 東京都 | 渋谷区         | 渋谷区         |
| 池袋駅東口                           | 池袋駅東口                           | ▼              | ▼              |          | 新宿・池袋発は西武高速バスのりば（ジーユー池袋東口店前）発 新潟発は西武百貨店前着              | 東京都 | 豊島区         | 豊島区         |
| 下落合駅                             | 下落合駅                             | ▼              | ▼              |          | 新目白通り沿いに停車 （下落合駅北口より徒歩約2分）                                             | 東京都 | 新宿区         | 新宿区         |
| 練馬駅（練馬区役所前）               | 練馬駅（練馬区役所前）               | ▼              | ▼              |          | 目白通り沿いに停車 （練馬駅南口から徒歩約5分。練馬駅北口ロータリー・南口駅前には入らない）     | 東京都 | 練馬区         | 練馬区         |
| 大宮駅西口                           | 大宮駅西口                           | ∥              | ∥              | ▼        | のりば・降車場は西口10番のりば（そごう大宮店前）                                               | 埼玉県 | さいたま市     | 大宮区         |
| 川越駅西口                           | 川越駅西口                           | ∥              | ∥              | ▼        | のりば・降車場は西口7番のりば                                                                  | 埼玉県 | 川越市         | 川越市         |
| 関越道                               | 川越的場                             | ▼              | ▼              | ｜       |                                                                                                | 埼玉県 | 川越市         | 川越市         |
| 関越道                               | （上里サービスエリア）               | #              | #              | #        | 10分間                                                                                         | 埼玉県 | 児玉郡上里町   | 児玉郡上里町   |
| 関越道                               | 湯沢                                 | ▲              | ▲              | ｜       |                                                                                                | 新潟県 | 南魚沼郡湯沢町 | 南魚沼郡湯沢町 |
| 関越道                               | 六日町                               | ▲              | ▲              | ｜       |                                                                                                | 新潟県 | 南魚沼市       | 南魚沼市       |
| 関越道                               | 魚沼                                 | ▲              | ▲              | ｜       |                                                                                                | 新潟県 | 魚沼市         | 魚沼市         |
| 関越道                               | （越後川口サービスエリア）           | #              | #              | #        | 10分間                                                                                         | 新潟県 | 長岡市         | 長岡市         |
| 関越道                               | 小千谷                               | ▲              | ▲              | ｜       |                                                                                                | 新潟県 | 小千谷市       | 小千谷市       |
| 関越道                               | 片貝                                 | ※              | ｜             | ｜       | 片貝まつり大花火大会開催日（9月9日・9月10日）のみ一部の便が臨時停車                            | 新潟県 | 小千谷市       | 小千谷市       |
| 関越道                               | 越路                                 | ▲              | ▲              | ｜       |                                                                                                | 新潟県 | 長岡市         | 長岡市         |
| 長岡駅東口                           | 長岡駅東口                           | ∥              | ▲              | ▲        | のりば・降車場は東口3番のりば                                                                  | 新潟県 | 長岡市         | 長岡市         |
| 五百刈                               | 五百刈                               | ∥              | ▲              | ▲        | 中之島見附インターチェンジ入口（南側）                                                         | 新潟県 | 長岡市         | 長岡市         |
| 北陸道                               | 長岡北                               | ▲              | ∥              | ∥        |                                                                                                | 新潟県 | 長岡市         | 長岡市         |
| 北陸道                               | 栄                                   | ▲              | ▲              | ▲        |                                                                                                | 新潟県 | 三条市         | 三条市         |
| 北陸道                               | 三条・燕                             | ▲              | ▲              | ▲        |                                                                                                | 新潟県 | 燕市           | 燕市           |
| 北陸道                               | 巻・潟東                             | ▲              | ▲              | ▲        |                                                                                                | 新潟県 | 新潟市         | 西蒲区         |
| 北陸道                               | 鳥原                                 | ▲              | ▲              | ▲        |                                                                                                | 新潟県 | 新潟市         | 西区           |
| 新潟駅前                             | 新潟駅前                             | ▲              | ▲              | ▲        | 新潟発は万代口 東大通15・16番のりば（県外線高速バスのりば）発 新宿・池袋・大宮発は帝石ビル前着 | 新潟県 | 新潟市         | 中央区         |
| 万代シテイバスセンター               | 万代シテイバスセンター               | ▲              | ▲              | ▲        | 新潟発は8 - 10番線（構内ロータリー）発 新宿・池袋・大宮発は11 - 13番線（東港線沿いバスベイ）着 | 新潟県 | 新潟市         | 中央区         |
| 佐渡汽船ターミナル                   | 佐渡汽船ターミナル                   | ◇              |                |          | のりば・降車場はターミナルビル1階・バスロータリー 13便（新潟交通）のみ乗り入れ                 | 新潟県 | 新潟市         | 中央区         |

※2013年7月31日までは鳥原 - 新潟駅前間のルートが異なり、県庁東、市役所前、古町、万代シテイバスセンター前にも停車していた（バスセンター前は新宿・池袋発のみ停車）。
※大宮発着便は参考として廃止時点の状況を掲載。

## 使用車両・設備

### 新宿・池袋発着
新潟線としての開業以来4列シート車での運行を続けてきたが、4列シート車は座席幅が狭いなど居住性が劣り、また運行3社の他路線では座席が1席ごとに独立した3列シート車で運行する路線が既に存在し、利用者からも導入を求める要望が多く寄せられていた。これらを受けて運行3社では2010年12月1日から、3列シート車両の導入を順次開始した。
その後段階的に導入を進め、2014年6月20日発車分から定期便はすべて3列シート車両（28人乗り）で運行している。ただし増発便については全便4列シート車両（34人乗り）を使用しているほか、1号車についても車両検査等の都合上、4列シート車両で運行する場合がある。なお全便・全号車とも化粧室を備えている。
運行開始当初はオーディオサービスやビデオの上映サービス、ホットドリンク（緑茶、コーヒーなど）の提供が行われ、車両には公衆電話（100円硬貨専用→テレフォンカード専用）を設置していたが、現在はこれらのサービスを行っていない。また、かつては車内設備や停留所などといった各種案内用の映像にVHS式ビデオを使用していたが、現行車両では客室前部の車内案内表示器（1行LED表示器もしくは液晶モニター）とアナウンス（自動アナウンスおよび乗務員の口頭アナウンスを併用）によって行っている。なお各座席には車内設備に関する案内を記したリーフレットが常備されている。
西武バスは練馬ナンバー、越後交通・新潟交通は両社とも新潟ナンバー登録。

#### 3列シート車両導入の経緯
便名ごとの運行担当会社は前述した路線再編前の各便ごとの運行担当を参照。
- 2010年（平成22年）
  - 12月1日 - 4便・29便に導入[34]。
  - 12月23日 - 6便・31便に導入[34]。
- 2011年（平成23年）
  - 2月1日 - 7便・30便に導入[35]。
  - 2月16日 - 1便・32便に導入[35]。
  - 8月1日 - 27便に導入[36]。また翌8月2日より16便に導入。
  - 11月4日 - 22便に導入[37]。また翌11月5日より9便に導入。
- 2012年（平成24年）
  - 1月10日 - 25便に導入[38]。また翌1月11日より14便に導入。
  - 4月20日 - 20便・26便に導入[39]。また翌4月21日より5便・15便に導入。これにより新潟交通が担当する定期便はすべて3列シート車両となった。
- 2013年（平成25年）
  - 6月11日 - 28便に導入[40]。また翌6月12日より17便に導入。
  - 7月1日 - 18便に導入。また翌7月2日より3便に導入。
  - 8月1日 - 23便に導入。また翌8月2日より12便に導入。これにより全16往復中14往復の1号車が3列シート車両となった。
- 2014年（平成26年）
  - 6月19日 - 13便・24便に導入。また翌6月20日より11便・2便に導入。これにより全16往復の1号車が3列シート車両となり、導入を完了。

### 大宮発着
2013年8月の長岡新潟線としての運行開始時より、定期便（1号車）に3列シート27人乗り車両を使用していた。こちらも増発便（2号車以降）は全便4列シート車での運行となる。なお全便・全号車において化粧室付き車両を使用していた。

## 運賃割引制度

### 往復割引
新潟線では、運行開始から2013年（平成25年）7月31日出発分までの間、往路乗車分と併せて復路乗車分（往路乗車日から10日以内かつ乗降場所が同一となるもの）を同時に予約した場合、往復分運賃を10%割引きとする往復割引制度を実施していた。
なお、この制度は後述の幅運賃制度導入によりサービスを終了した。

### 便限定割引
新潟線では2011年（平成23年）冬から2013年（平成25年）春まで、平日の昼行便9往復（下り：1 - 17便、上り：12 - 28便）を対象に、運賃を割引価格で発売するサービスが年3回、通算7回実施された。この割引サービスは、西武バス側では「便限定割引」、越後交通・新潟交通側では「期間限定割引キャンペーン」として広報等が行われた。
- 2011年（平成23年）
  - 1回目 - 1月11日から2月15日まで[41][42][43]。割引対象は月曜から金曜に始発地を出発する便。
  - 2回目 - 5月9日から7月28日まで[44]
  - 3回目 - 10月17日から12月22日まで[45]
- 2012年（平成24年）
  - 4回目 - 1月10日から3月2日まで[38]
  - 5回目 - 5月7日から7月26日まで[46]。これ以降、割引対象は月曜から木曜に始発地を出発する便となり、金曜発は対象外となった。
  - 6回目 - 10月1日から12月20日まで[47]
- 2013年（平成25年）
  - 7回目 - 1月15日から3月14日まで[48]

### 幅運賃制度
この便限定割引の制度を経て、2013年（平成25年）8月1日に実施された新潟線のダイヤ改正及び長岡新潟線の新設に合わせ、両路線には季節や運行日、便ごとにSS（2019年6月21日より設定）・S・A・B・C・Dの6段階に運賃を定めた運行便別運賃制度（幅運賃制度）が導入された。
最高値のSS運賃はお盆・年末年始など最繁忙期の夜行便、S運賃は主に繁忙期の週末の夜行便に、最安値のD運賃は主に閑散期の昼行便に適用されている。

## 備考・その他
- 新潟線の運行開始当初、乗務員は運転士と交代乗務員の2人体制で運行を行っていたが、現在一部を除く昼行便については運転士1名のみによるワンマン運行を行っている。
- 首都圏と新潟都市圏を結ぶ高速バス路線は、以前もう1路線あり、新潟交通と相模鉄道（現相鉄バス）の共同運行によって大和駅・横浜駅 - 万代シテイバスセンター間を結ぶ「サンセット号」（昼行・夜行計2往復）が1993年11月2日に開設された。横浜市中心部と練馬インターチェンジの間は一般道と第三京浜を経由していたが、一般道には環状八号線など慢性的に渋滞する区間が多かったため、定時性が確保できなかった事などから利用率は伸び悩み、1997年（平成9年）9月1日に廃止された。
- 2004年（平成16年）10月23日に発生した新潟県中越地震の影響で関越自動車道・北陸自動車道の一部区間が損壊し通行止めとなり、新潟線は翌10月24日から3日間にわたって全便全区間を運休した。だが10月27日から東北自動車道・磐越自動車道を迂回する経路で運行を再開し、10月30日からは応急復旧が完了して緊急交通路として指定された関越道を特例として通行することが認められたため通常運行を再開し、不通となった上越新幹線と上越線の代替交通路としての役割を補完した。
- 東日本旅客鉄道（JR東日本）新潟支社は営業上の対抗策として、開設の翌1986年に夜行快速列車「ムーンライト」の試験運行を開始した。翌1987年から新宿駅 - 新潟駅 - 村上駅間の臨時列車となり、さらに翌1988年からは同区間の定期列車として通年運行を開始した。1996年には列車名を「ムーンライトえちご」に改称したが、その後の利用者減少に伴い2009年のダイヤ改正で臨時列車に降格している。
- 新潟線の全区間（実車走行距離：329 km）の運行所要時間は、運行開始当初は昼行便が「5時間」、夜行便が「5時間30分」と案内されていたが、その後交通実勢に合わせて昼行便が「5時間17分」、夜行便が「6時間0 - 2分」[注 10] に改められた。一方、長岡新潟線の全区間（実車走行距離：354 – 355 km）の運行所要時間は、昼行便が「7時間8 - 9分」、夜行便が「7時間2 - 23分」と案内されていた。ただし、乗客が少ない場合や停車する停留所の箇所が少ない場合（特に新宿・池袋発の便で降車客のいる停留所の数が少ない場合[注 11]）には早着する場合もあった。